# Bleu de Nîmes
Die Bleu de Nîmes ist eine italienische Yacht, die 1980 als Entmagentisierungsschiff Lodestone für den britischen Royal Maritime Auxiliary Service (RMAS) gebaut und nach dem Verkauf 1997 zur Luxusyacht umgebaut wurde.

## Bau und technische Daten
Als Ersatz für die zur Entmagnetisierung umgebauten Minensuchboote der Ham-Klasse ließ die Royal Navy eigens die Magnet-Klasse entwickeln. Sie bestand aus den beiden Einheiten Magnet und Lodestone, die beide bei Clelands Shipbuilding Company gebaut wurden. Als zweite Einheit erfolgte auf der Werft in Wallsend die Kiellegung der Lodestone am 22. Dezember 1978 unter der Baunummer 345. Der Stapellauf fand am 15. November 1979 statt, die Fertigstellung war im April 1980. Die Länge des Schiffes betrug damals 55,0 Meter, es war 12,0 Meter breit und wies einen Tiefgang von 4,0 Metern auf. Es hatte eine Vermessung von 828 BRT. Der Antrieb besteht aus zwei Mirrlees-Blackstone-Dieselmotoren vom Typ ESL-6-MGR, die 1650 PS leisteten und auf zwei Propeller wirkten. Das Schiff erreichte eine Geschwindigkeit von 14,0 Knoten. Die Besatzung bestand in der Marine aus zehn Mann, als Yacht nach dem ersten Umbau aus 20 Mann und bis zu 20 Gästen, nach dem zweiten Umbau aus 27 Mann und 28 Gästen.

## Geschichte
Für den Dienst beim Royal Maritime Auxiliary Service, die mit den zivil bemannten Schiffen die Royal Navy in britischen Hoheitsgewässern unterstützte, erhielt das Schiff den markanten schwarz-gelben Anstrich und die Kennung (A115). Das Schiff wurde in Her Majesty’s Naval Base Portsmouth, der Marinebasis Portsmouth, stationiert. 1984 befand sich das Schiff dort in Reserve und konnte innerhalb von sieben Tagen reaktiviert werden. Bis 1997 führte es die Flagge der RMAS und wurde dann endgültig ausgemustert.
Bei der Versteigerung des Schiffes erwarb zunächst ein Makler, dann ein italienischer Millionär die Lodestone, der sie in eine Luxusyacht umbauen ließ. Der neue Eigner hatte bereits mehrere Yachten besessen und suchte ein Schiff für weltweite Reisen. Nach dem Vorbild der Arctic P ließ er die Lodestone grundlegend umbauen, wobei nur der Rumpf und ein Teil der Aufbauten erhalten blieb. Der Umbau in der Türkei dauerte bis 2005, erst dann bekam das Schiff den neuen Namen Bleu de Nîmes. Anschließend nutzte der Eigner das Schiff für private Reisen nach Papua-Neuguinea, Grönland und zur Aldabra-Gruppe vor den Seychellen.
Bei einem zweiten Umbau im Jahre 2020 ließ er das Schiff in Italien zu einer Charteryacht umbauen. Dabei wurde die Yacht mittschiffs und am Heck um rund 16 Meter auf 72,25 Meter verlängert, die Vermessung erhöhte sich um fast 600 BRZ. Anschließend kreuzte das Schiff zunächst vor Sardinien, dann auf den Malediven. 2021 stand das Schiff zum Verkauf. Im Jahr 2022 charterte die Regierung von Mauritius das Schiff für Vermessungsarbeiten zum Chagos-Archipel, nachdem internationale Gerichte dieses Mauritius zugesprochen hatten.